# Тиканово
Тика́ново (рос. Тыканово, башк. Текән) — присілок у складі Балтачевського району Башкортостану, Росія. Входить до складу Шав'ядинської сільської ради.
Населення — 96 осіб (2010; 189 у 2002).
Національний склад:
- башкири — 72 %
- татари — 28 %